# Полева Валентина Григорівна
Валентина Григорівна Полева (нар. 20 січня 1938, смт Новотроїцьке, Україна) — українська журналістка, публіцистка, редакторка. Членка Національної спілки журналістів України (1965). Заслужена журналістка УРСР (1988). Переможниця творчого конкурсу «Золоте перо» (1971, м. Київ). Депутатка Тернопільської обласної ради (1985).

## Життєпис
Валентина Полева народилася 20 січня 1938 року у смт Новотроїцькому, нині Новотроїцької громади Генічеського району Херсонської области України.
Закінчила факультет журналістики Львівського університету (1960). Працювала у редакції зборівської районної газети (1960—1961), завідувачкою відділу, заступницею редактора, головною редакторкою (1983—1990) обласної газети «Вільне життя», оглядачкою обласної газети «Свобода» (1999—2006), оглядачкою тернопільської газети «Четверта влада».
Голова Тернопільської обласної організації НСЖУ (1983—1990).

## Доробок
Авторка статей, нарисів у обласній і всеукраїнській періодиці, колективних збірниках.